# Tambja gabrielae
Tambja gabrielae – gatunek ślimaka z rzędu nagoskrzelnych i rodziny Polyceridae. Zamieszkuje wody przybrzeżne Indonezji, Filipin oraz Papui-Nowej Gwinei.

## Taksonomia
Gatunek ten opisany został po raz pierwszy w 2005 roku przez Martę Polę, J. Lucasa Cerverę i Terrence’a M. Goslinera na podstawie dziewięciu okazów. Jako miejsce typowe wskazano wody Cieśniny Lambeh u północnych wybrzeży Celebesu. Holotyp odłowiono w 2002 roku. Epitet gatunkowy upamiętnia Gabrielę Polę, bliską krewną pierwszej autorki. W 2006 roku ta sama trójka autorów dokonała analizy filogenetycznej podrodziny. W jej wynikach gatunek ten
znalazł się w nierozwikłanej politomii z Tambja morosa oraz większym kladem, obejmującym Tambja sagamiana, Tambja verconis i Tambja stegosauriformis.

## Morfologia

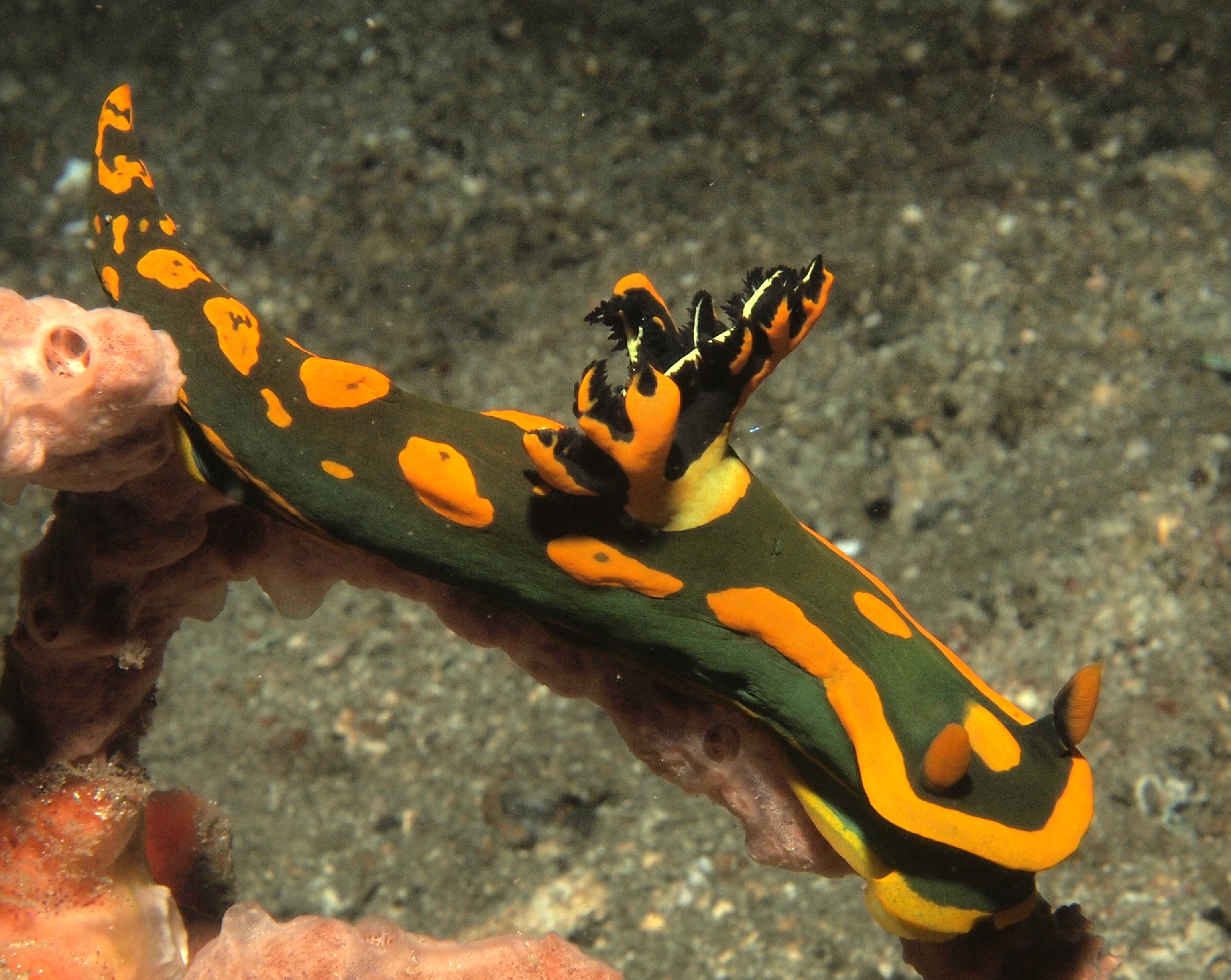
Rozciągnięty osobnik

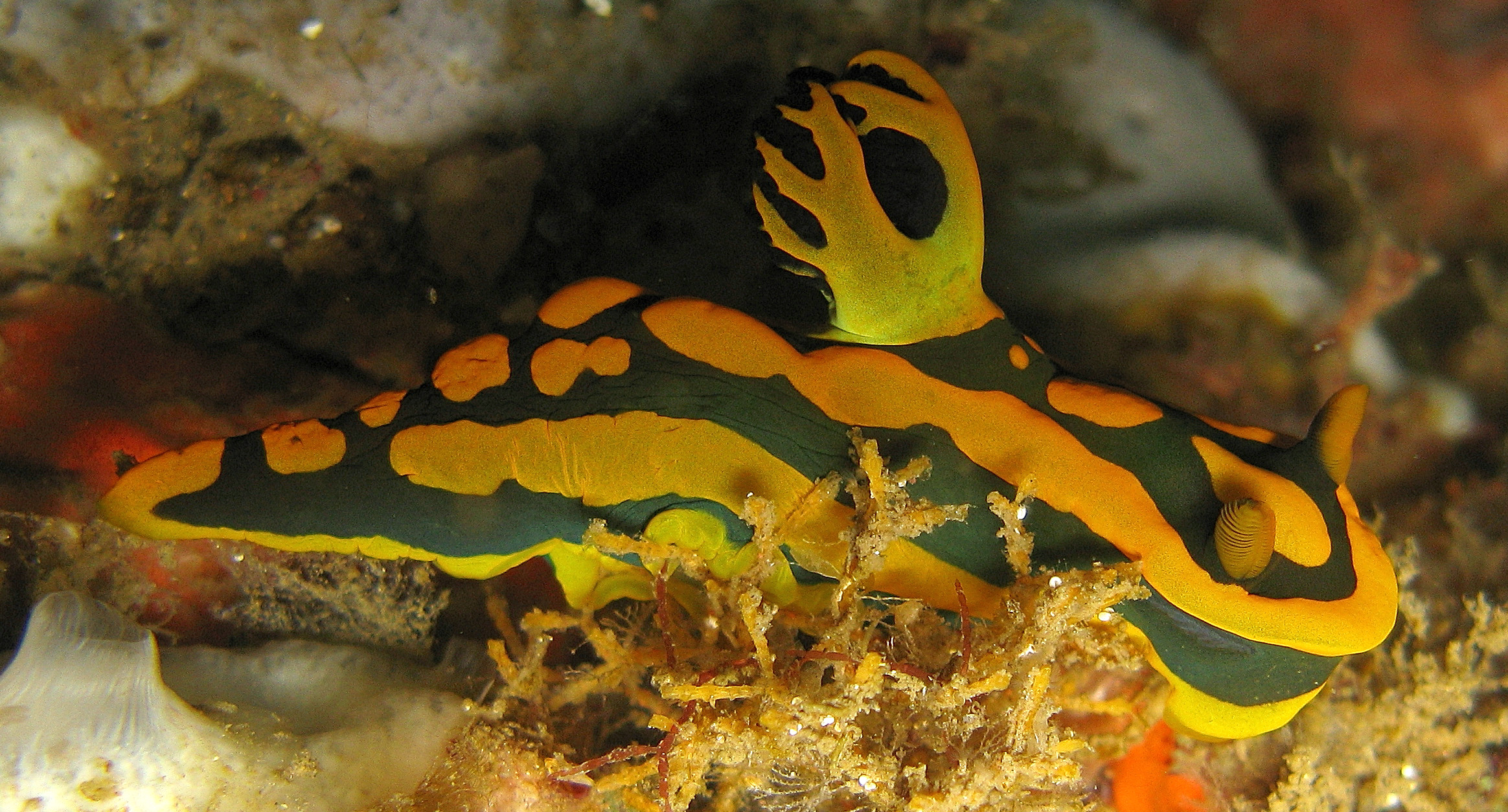
Widok z boku

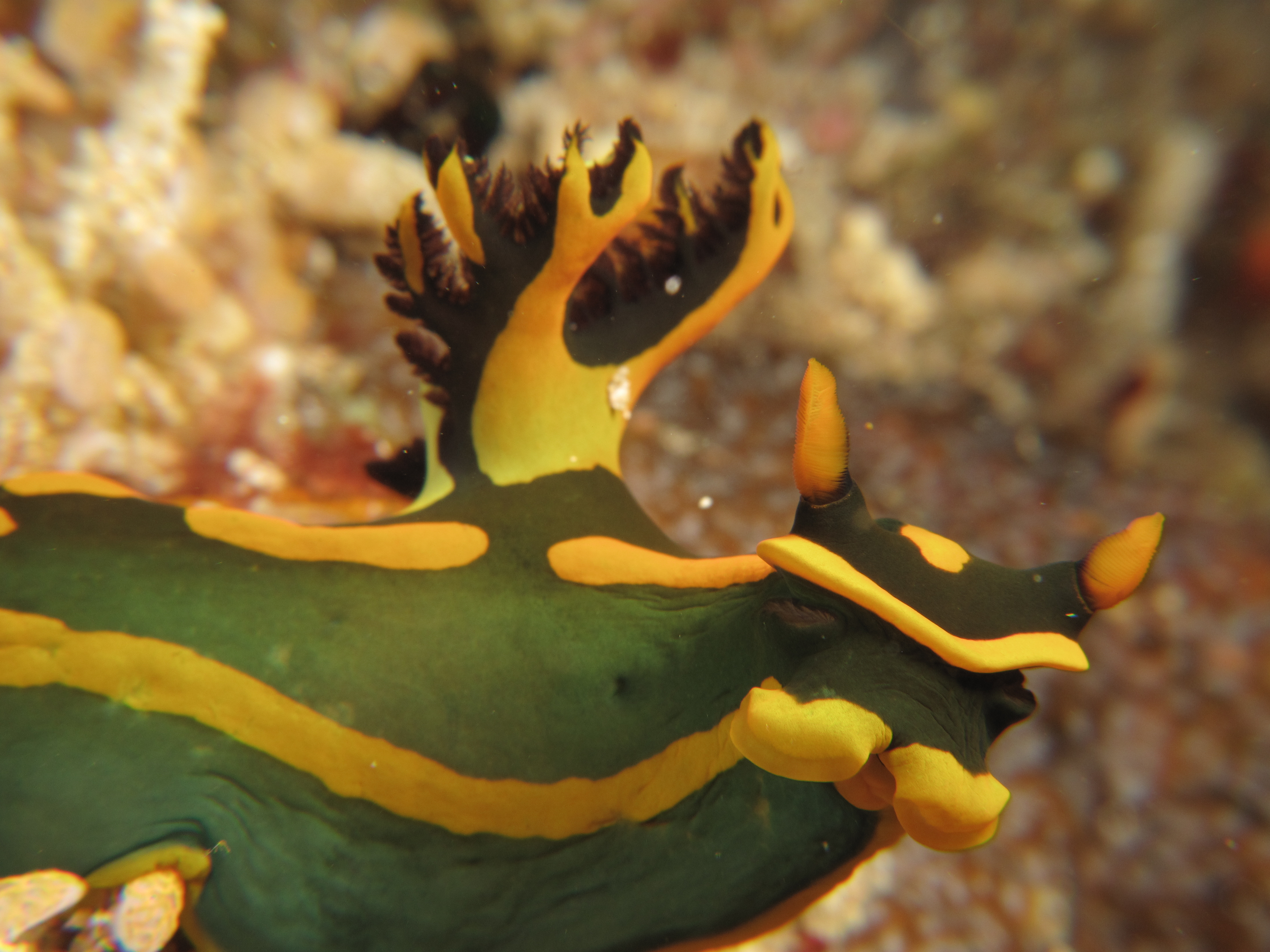
Widoczny przód głowy

Ślimak o wydłużonym ciele osiągającym do 45 mm długości. Powierzchnia ciała jest gładka. Podstawowa barwa ciała jest ciemnozielona do niemal czarnej z występującymi na niej jaskrawożółtymi wzorami. Rinofory są jaskrawożółte, a ich osłonki ciemnozielone. Na grzbietowej stronie przodu ciała leżą dwie jaskrawożółte łaty – jedna między rinoforami, a druga bliżej skrzeli. Jaskrawożółta przepaska biegnie brzegiem listwy frontalnej, przechodząc na boki, gdzie biegnie jako para pasów podłużnych, które za skrzelami wchodzą na środek grzbietu. Para szerokich, jaskrawożółtych przepasek obejmuje czułki gębowe, biegnąc bokami ciała niżej od poprzedniej i sięgając do końca ogona; w tyle poprzerywana. Kolejna para szerokich przepasek tejże barwy biegnie jeszcze niżej wzdłuż krawędzi nogi. Poza tym barwę jaskrawożółtą mają: opaska wokół skrzeli, linie na zewnętrznej stronie osi skrzeli oraz nieregularne plamy w tylnej części ciała. Miejscami barwa jaskrawożółta przechodzić może w jaskrawą, niebieskawą zieleń, zwłaszcza na osiach skrzeli.
Głowa ma fałd nakrywający ją od góry, zredukowany do postaci listwy. Rinofory podzielone są wcięciami na około 40 blaszek i mają możliwość kurczenia się do środka dobrze rozwiniętych osłonek. Krótkie czułki gębowe mają grzbietobrzusznie spłaszczoną formę z poziomym rowkiem. Boki ciała między rinoforami a czułkami gębowymi zaopatrzone są w matowe, fioletowe otworki o nieznanej nauce funkcji. Warga ma oskórek pozbawiony ząbków. Masa bukalna wyposażona jest w parę szerokich ślinianek otaczających przełyk. Tarka ma w jednym szeregu jeden ząb środkowy (osiowy), parę zębów bocznych wewnętrznych i trzy (w niektórych szeregach cztery) pary zębów bocznych zewnętrznych. Szeregów tych jest 18. Zęby środkowe mają kształt stępionego kwadratu o wciętej przedniej krawędzi i pozbawionego ząbkowania. Zęby boczne wewnętrzne są wydłużone i mają po dwa szerokie guzki zębowe, z których wewnętrzny jest rozdwojony i drobno ząbkowany na wewnętrznej krawędzi. Zęby boczne zewnętrzne mają postać niemal prostokątnych płytek bez guzków, a ich rozmiary maleją ku krawędziom tarki. Skrzela w liczbie trzech rozmieszczone są w półkolistym wieńcu dookoła rurkowato wyniesionej brodawki analnej i nie mają możliwości kurczenia się. Forma ich jest trójpierzasta. Noga jest wąska z wydłużoną i spiczasto zakończoną częścią tylną.
Gonopor leży po prawej stronie ciała, w połowie odległości między rinoforami a skrzelami. Triauliczne narządy rozrodcze cechują się wąskim i wydłużonym przewodem obojnaczym rozszerzonym następnie w grubościenny gruczoł obojnaczy (ampullę) o kształcie litery „S”, z którego z kolei wychodzi przewód postampullatoryjny, rozdzielający się na krótki jajowód i nasieniowód. Ten ostatni jest poskręcany i rozpoczyna się słabo wyodrębnioną, cienkościenną prostatą. Końcowa część nasieniowodu przechodzi w prącie uzbrojone licznymi kolcami o wydłużonej formie. Przewód pochwowy jest krótki i przyłączony do dużej, okrągłej torebki kopulacyjnej. Podobny długością torebce zbiornik nasienny ma gruszkowaty kształt i łączy się krótkim przewodem z pochwą. Bardzo duży, wydłużony, spłaszczony i grubościenny gruczoł pochwowy uchodzi do przedsionka płciowego wspólnie z pochwą. Gruczoł śluzowy jest dobrze wykształcony.

## Ekologia i występowanie
Gatunek indo-zachodniopacyficzny. Znany z wód przybrzeżnych Indonezji, Filipin oraz Papui-Nowej Gwinei. Zwierzę to wchodzi w skład bentosu. Bytuje na głębokości 8–23 metrów. Tak jak inni przedstawiciele rodzaju jest drapieżnikiem, żerującym na mszywiołach.